# 6972 Helvetius
6972 Helvetius è un asteroide della fascia principale. Scoperto nel 1992, presenta un'orbita caratterizzata da un semiasse maggiore pari a 2,5677151 UA e da un'eccentricità di 0,1308150, inclinata di 6,33265° rispetto all'eclittica.